# Kin – familjen framför allt
Kin – familjen framför allt (Originaltitel: Kin) är en irländsk kriminal- och dramaserie som hade premiär den 9 september 2021. Serien är skapad av Ciaran Donnelly och Peter McKenna. Seriens andra säsong hade premiär den 19 mars 2023.

## Handling
Serien kretsar kring familjen Kinsella, en av Dublins kriminella klaner, som dras in i en konflikt med den mäktiga Cunningham-kartellen.

## Rollista (i urval)
- Charlie Cox - Michael ‘The Magician’ Kinsella
- Clare Dunne - Amanda Kinsella
- Aidan Gillen - Frank Kinsella
- Emmett J. Scanlan - Jimmy Kinsella
- Maria Doyle Kennedy - Bridget 'Birdy' Goggins
- Sam Keeley - Eric 'Viking' Kinsella
- Yasmin Seky - Nikita Murphy
- Ciarán Hinds - Eamon Cunningham
- Francis Magee - Brendan Kinsella